# Juraj Slávik
Juraj Slávik (ur. 28 stycznia 1890 w Dobrej Nivie, zm. 30 maja 1969 w Waszyngtonie) – czechosłowacki polityk i dyplomata, wieloletni minister i działacz emigracyjny, działacz partii słowackich agrarystów, poseł Czechosłowacji w Polsce (1936–1939).

## Życiorys
Urodził się w rodzinie pastora luterańskiego. Studiował prawo w Budapeszcie, Berlinie i Paryżu. W młodości zajmował się dziennikarstwem, redagował gazetę „Prúdy”.
W 1918 stanął na czele Słowackiej Rady Narodowej. Po agresji węgierskich komunistów na Słowację w 1919 mianowany komisarzem rządowym ds. wschodniej Słowacji.
Sprawował mandat posła do Zgromadzenia Narodowego w Pradze (1918–1920 i 1929–1935), reprezentując słowackich agrarystów – należał do ich władz naczelnych. Był wiceprezesem czechosłowackiego „Sokoła”, szefował Związkowi Oficerów Czechosłowackich oraz Aeroklubowi. W 1926 sprawował krótko funkcję ministra rolnictwa, a w latach 1929–1932 kierował czechosłowackim MSW.
Po wygaśnięciu mandatu poselskiego zajmował się dyplomacją: w 1936 wysłano go do Warszawy, gdzie objął funkcję posła Czechosłowacji, którą sprawował aż do rozpadu państwa 15 marca 1939. Na jesieni 1939 był oficjalnym przedstawicielem Czechosłowackiego Komitetu Narodowego przy polskim rządzie emigracyjnym w Angers.
Na emigracji sprawował nadzór nad resortem spraw wewnętrznych (1940–1945), uczestniczył w polsko-czechosłowackich negocjacjach o powołaniu federacji po II wojnie światowej.
W 1945 powrócił do kraju – rok później rząd mianował go posłem w Waszyngtonie. Po przejęciu władzy przez komunistów w 1948 zrzekł się wszystkich funkcji i pozostał na emigracji. W 1949 był jednym ze współzałożycieli Rady Wolnej Czechosłowacji.

## Odznaczenia
W 1992 roku został pośmiertnie odznaczony Orderem Tomáša Garrigue Masaryka II klasy.

## Publikacje
- „Zapredané Slovensko” (1939)
- „Peace Treaties and Central Europe” (1941)
- „Masaryk a Slovensko” (1960)
- „Moja pamät’ – živá kniha” (1955)